# UQCRB
UQCRB (англ. Ubiquinol-cytochrome c reductase binding protein) – білок, який кодується однойменним геном, розташованим у людей на короткому плечі 8-ї хромосоми. Довжина поліпептидного ланцюга білка становить 111 амінокислот, а молекулярна маса — 13 530.
| 10         |  | 20         |  | 30         |  | 40         |  | 50         |
| ---------- |  | ---------- |  | ---------- |  | ---------- |  | ---------- |
| MAGKQAVSAS |  | GKWLDGIRKW |  | YYNAAGFNKL |  | GLMRDDTIYE |  | DEDVKEAIRR |
| LPENLYNDRM |  | FRIKRALDLN |  | LKHQILPKEQ |  | WTKYEEENFY |  | LEPYLKEVIR |
| ERKEREEWAK |  | K          |  |            |  |            |  |            |

A: Аланін

D: Аспарагінова кислота

E: Глутамінова кислота

F: Фенілаланін

G: Гліцин

H: Гістидин

I: Ізолейцин

K: Лізин

L: Лейцин

M: Метіонін

N: Аспарагін

P: Пролін

Q: Глутамін

R: Аргінін

S: Серин

T: Треонін

V: Валін

W: Триптофан

Задіяний у таких біологічних процесах, як транспорт, транспорт електронів, дихальний ланцюг, ацетилювання, альтернативний сплайсинг. 
Локалізований у мембрані, мітохондрії, внутрішній мембрані мітохондрії.